# 隆日罗
隆日罗（法語：Longirod）是瑞士联邦西部法语区的沃州下设的一个镇。在行政上属于尼永区管辖。隆日罗的总面积为9.44平方公里。截至2010年底，总人口为421。